# Marie Roumy
Marie Roumy, née le 14 janvier 1924 à La Charité-sur-Loire en France, morte le 23 février 2013 à Douala au Cameroun, est une religieuse française puis camerounaise. 
Enseignante à l'origine, elle s'installe dans les quartiers pauvres de Douala, y assainit la voirie, institue des écoles, des hôpitaux, une coopérative d'épargne, procure des emplois aux jeunes, fonde la chaîne des Foyers Saint-Nicodème pour les enfants des rues, des centres de formation, et des lieux d'accueil pour les prostituées.

## Biographie
Marie Roumy naît le 14 janvier 1924 dans le hameau de Sainte-Hélène près de la Charité-sur-Loire, dans le département de la Nièvre.
Devenue religieuse, elle part pour le Cameroun ; elle enseigne dans un collège missionnaire à Douala, la capitale, à partir de 1949. Elle devient ensuite directrice de ce collège, puis voit que les Camerounais peuvent très bien exercer ses responsabilités à sa place, et renonce alors à ses fonctions pour enseigner à la population dans les quartiers pauvres.
Ayant reçu l'autorisation de son ordre religieux, Marie Roumy s'établit à Nkongmondo, un quartier pauvre de Douala. Elle y procure pendant trois ans un enseignement aux femmes de ce quartier. Elle interrompt cet enseignement en 1975, pour retourner en France suivre une formation à l'éducation populaire. 
Revenue à Douala en 1978, elle s'installe dans le quartier Nylon, un autre quartier pauvre de la capitale. Elle organise l'assainissement des voies, leur drainage pour éviter les inondations et leur aménagement, d'abord de façon artisanale, puis avec le soutien gouvernemental. Elle obtient des aides extérieures, notamment de la Banque mondiale et du gouvernement helvétique, pour financer les infrastructures, les écoles et les hôpitaux du quartier.
Elle organise aussi une coopérative d'épargne, la Caisse Populaire de Nylon (CPN), et fait embaucher beaucoup de jeunes chômeurs.
Elle s'occupe beaucoup des enfants des rues,. Elle obtient en 1986 la nationalité camerounaise, et fonde en 1995 un projet pour les enfants de la rue, la chaîne des Foyers Saint-Nicodème, avec Jean-Duc Keutcha, lui-même ancien enfant de la rue. Elle organise également pour eux des centres de formation à l'artisanat.
Marie Roumy crée aussi des centres d'accueil, d'écoute et d'hébergement des filles prostituées. 
Début 2013, Marie Roumy est blessée en voulant protéger un jeune pris à partie dans une échauffourée, puis elle tombe malade. Elle meurt quelques semaines plus tard, le 23 février 2013, dans une clinique de Douala. Elle est enterrée le 27 février suivant.